# Ченесо (циклон)
Циклон «Ченесо» (англ. Cyclone Cheneso)  — сильний тропічний циклон, який досягнув берегів Мадагаскару у січні 2023 року, четвертий тропічний шторм, п’ятий тропічний циклон сезону південно-західних циклонів у Індійському океані 2022–23 років. 
Національне управління з управління ризиками та катастрофами (BNGRC) повідомило про 16 загиблих і 19 зниклих безвісти. Агентство також повідомляє про 55 000 постраждалих людей, 26 000 з яких були переміщеними. Пошкоджено близько 13 350 будинків і 164 школи. Ці ж райони постраждали від набагато сильнішого циклону «Фредді» через два тижні.

## Підготовка та наслідки

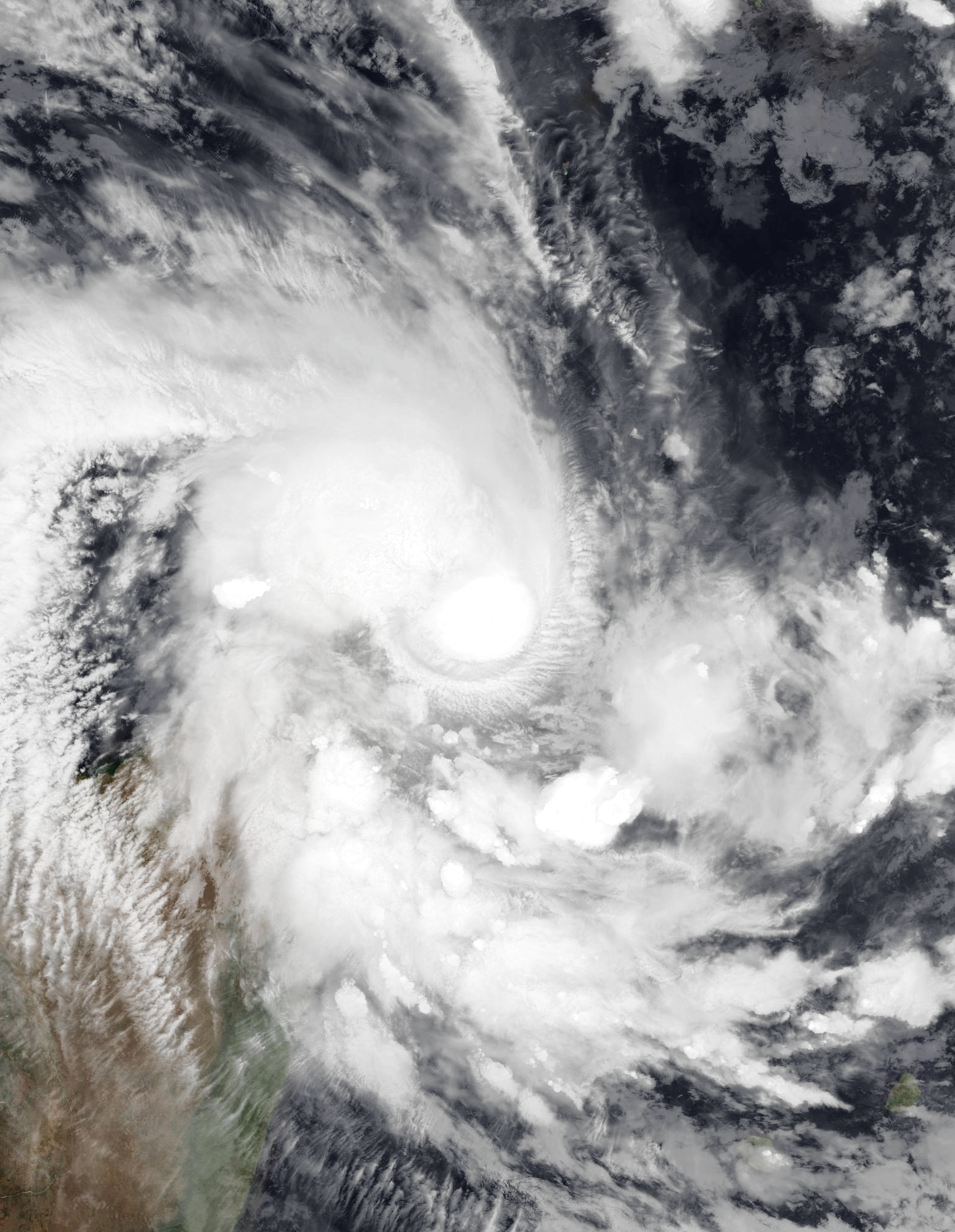
Сильний тропічний шторм Ченесо 18 січня 2023 року.

Після виходу на Мадагаскар гуманітарні організації та влада координували заходи щодо готовності. Очікується, що шторм вплине на 3 мільйони людей. Служба гуманітарної авіації ООН (UNHAS) також була переведена в режим очікування. За даними Meteo Madagascar, очікуються сильні опади у вигляді дощу, зсуви ґрунту, раптові повені. Відповідно, BNGRC і гуманітарні організації активізували заходи реагування на циклони. Службу управління надзвичайними ситуаціями Copernicus – картографування було активовано для «підтримки оцінки збитку».
Місцева влада попередила про сильний дощ у центральних і західних регіонах країни, що створює неминучу небезпеку повеней і зсувів. У Самбаві, Мадагаскар, циклон викликав 100 мм (3,9 дюйма) дощу. Météo Madagascar опублікував червону тривогу для кількох річкових басейнів через повені. Уряд Мадагаскару наказав тимчасово закрити школи. Сильні вітри поширюються з півночі на південь уздовж північно-західного узбережжя Мадагаскару. Було зруйновано декілька мостів.
Ченесо зійшов на сушу між містами Самбава та Анталаха як сильний тропічний шторм 19 січня. BNGRC повідомив про 55 000 постраждалих людей, 26 000 були переміщені. Щонайменше 16 людей загинули під час проходження циклону, ще 19 вважаються зниклими безвісти. Крім того, було пошкоджено понад 13 350 будинків, 18 медичних центрів і 164 школи. Було затоплено приблизно 1400 рисових полів.